# Hectoris lytra
Il riscatto di Ettore (in originale Hectoris lytra, per alcuni Hectoris lustra) è una tragedia latina (cothurnata) scritta da Quinto Ennio, la cui trama è tratta dall'Iliade.

## Trama
Ci sono giunte poche decine di versi. Le interpretazioni di essi ne collocano l'azione nel campo mirmidone, dove re Priamo si reca per chiedere ad Achille la restituzione delle spoglie di Ettore, principe di Troia e figlio più amato.
È stata avanzata l'ipotesi che Ennio vi abbia riassunto un'intera trilogia di Eschilo, preso a modello, coprendo il periodo che va dall'ira di Achille alla sepoltura di Ettore. Altri lo ritengono improbabile, perché dei sedici brani pervenuti solo uno appartiene a una scena che precede l'arrivo di Priamo al campo e perché gli autori repubblicani non erano soliti prendersi libertà simili.